# Nesvik
 For alternative betydninger, se Nesvík. (Se også artikler, som begynder med Nesvík)
Nesvik er en lille landsby sydvest på Jøsneset i Hjelmeland kommune i SV-Norge. Landsbyen ligger på nordsiden af Jøsenfjorden, hvor den udmunder i Ombofjorden.

## Infrastruktur og transport
Frem til slutningen af 1970'erne havde Nesvik dampskibskaj med anløb af lokalrutebåd fra Stavanger. I 1980 blev Jøsneset forbundet med Ryfylkevegen ved en elleve kilometer lang vej fra Nesvik indover Jøsenfjorden til Vindsvik. Her var det færgeforbindelse til Tøtlandsvik på sydsiden af Jøsenfjorden og en vej til kommunecentret i Hjelmelandsvågen. Ti år senere, 1. juni 1990, blev færgeforbindelsen flyttet til mundingen af Jøsenfjorden. Færgen går fra Nesvik til Sande lidt syd for Hjelmelandsvågen og er en del af riksvei 13 – Ryfylkevegen. Det er også færgeforbindelse til Skipavik på øen Ombo. I dag er Nesvik anløbssted for hurtigbåd til og fra Stavanger; oftest med bytte af båd på Judaberg.
I december 2009 blev der lanceret planer om at erstatte færgen med en undersøisk tunnel fra Nesvik til Hjelmeland med en sidegren til Ombo. Projektet var en skitse som fik navnet Jøsenfast.